# おニャン子クラブ ソロ&ユニット ミニ・ベスト
『おニャン子クラブ ソロ&ユニット ミニ・ベスト』（おにゃんこクラブ - ）は、おニャン子クラブから別名義でデビューした歌手の楽曲を集めたコンピレーション型ベスト・アルバム。2002年12月18日発売。発売元は、ポニーキャニオン。

## 解説
1980年代に活躍した女性アイドル・グループ、おニャン子クラブから派生したソロ・ユニット名義の楽曲から選曲された、廉価版ミニ・ベスト・アルバム。
1986年1月から1987年8月までの1年半に発表された楽曲のうち、本CDの発売元でもあるポニーキャニオンから発売されたシングル・タイトルから全7曲が収録されている。収録曲すべては、本作品以前に発売された全5枚の『おニャン子クラブA面コレクション』（1999年3月/5月）にも分散して収録されていた。
歌詞カードはブック型でなく、横に広がる折りたたみ型。
収録歌手達の母体となる、おニャン子クラブの楽曲のみを収録した『おニャン子クラブ ミニ・ベスト』も同時発売されたほか、本作品の発売から1ヶ月前の2002年11月20日には、再結成記念シングル「ショーミキゲン／同級生」をリリースした。

## 収録曲
1. 冬のオペラグラス
  - 作詞: 秋元康、作曲・編曲: 佐藤準
  - 歌: 新田恵利（1986.1.1）
2. バナナの涙
  - 作詞: 秋元康、作曲・編曲: 後藤次利
  - 歌: うしろゆびさされ組（1986.1.21）
3. 風のInvitation
  - 作詞: 秋元康、作曲: 高橋研、編曲: 佐藤準
  - 歌: 福永恵規（1986.5.21）
4. シンデレラたちへの伝言
  - 作詞: 売野雅勇、作曲: 八田雅弘、編曲: Light House Project
  - 歌: 高井麻巳子（1986.6.25）
5. 時の河を越えて
  - 作詞: 秋元康、作曲・編曲: 後藤次利
  - 歌: うしろ髪ひかれ隊（1987.5.7）
6. 天使のボディガード
  - 作詞: 秋元康、作曲:  後藤次利、編曲: 佐藤準
  - 歌: ゆうゆ with おニャン子クラブ（1987.3.25）
7. 禁断のテレパシー
  - 作詞: 秋元康、作曲・編曲: 後藤次利
  - 歌: 工藤静香（1987.8.31）

## 関連作品
- おニャン子クラブA面コレクション